# 祖国統一民主主義戦線
祖国統一民主主義戦線（そこくとういつみんしゅしゅぎせんせん）は、朝鮮民主主義人民共和国（北朝鮮）が標榜する「朝鮮半島の自主的な平和統一」を目指す政党と大衆団体の共同戦線組織である。北朝鮮の体制を支持する諸団体で結成された。

## 概要

朝鮮半島の「自主的な平和統一」を志向

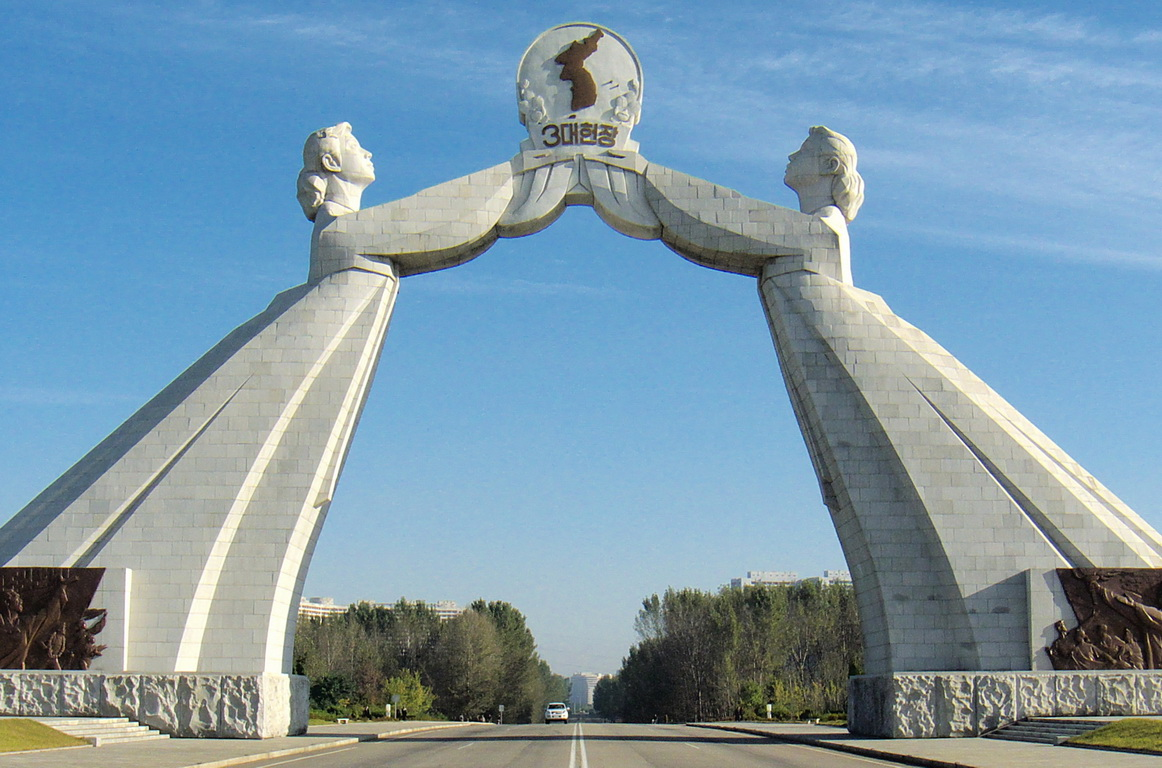
祖国統一三大憲章記念塔

朝鮮半島が南北に分断された直後の1946年7月22日に北側（現在の北朝鮮）で結成された。労農同盟を中心にして、職業、性別、信教、政党の別を問わず、朝鮮半島の自由と独立を志向するすべての愛国的民主勢力を結集して朝鮮半島の自主的な平和統一の実現を目的に結成されたとされる。最高機関は大会であり、加盟団体から選挙された代表者で構成される。金容淳、康蓮鶴、柳美英、呂鴛九などが共同議長を務めた。大会の傘下に中央委員会、常務委員会、議長団、書記局の各機構を有する。

## 加盟団体
労働党とその友党、大衆団体が加盟していた。
- 朝鮮労働党
- 朝鮮社会民主党
- 天道教青友党
- 在日本朝鮮人総聯合会[1]

## 沿革
- 1946年7月22日 - 北朝鮮で「民主主義民族統一戦線」結成。
- 1949年6月 - 大韓民国や国外を含む70団体の共同戦線に発展。
- 2024年3月23日 - 戦線の中央委員会が平壌で会議を開き、解体を正式に決定。北朝鮮の金正恩朝鮮労働党総書記が大韓民国を「第一の敵対国」と位置付け、平和統一政策の転換を宣言する中、戦線が「存在する必要がない」と判断した[2]。